# إحباط

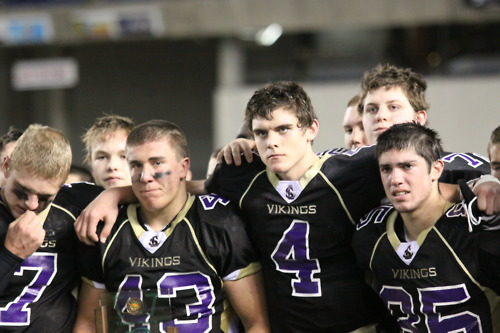

الإحباط هو الحيلولة دُونَ تحقيقِ المرءِ رغبةً مِن رغَباتِه، سواء أكان لهذه الرغبة ما يبررها أم لا، ويصاحب ذلك ضرب من الحسرة وخيبة الأمل. وهو مجموعة من مشاعر مؤلمة تنتج عن وجود عائق يحول دون إشباع حاجة من الحاجات أو معالجة مشكلة من المشكلات لدى الشخص.
الإحباط قد يلعب دوراً مهماً في تحقيق الصحة النفسية أو التحول بها إلى حالات المرض النفسي ؛ فهو يعتبر من أهم العوامل المؤثرة على توافقك الشخصي.
وكلما كانت قواك أعظم وتماسك شخصيتك أمتن وأصلب استطعت تحمل الإحباط وثابرت في تجاوز عوائقه ومشاعره
وانطلقت في الحياة محققاً هدفك أو معدله أو مغيره ناعماً بحياتك وسعيدا بساعاتك ولحظاتك .

## العوامل المؤثرة
- مستوى عتبة الإحباط : فكلما استسلمت للعوائق التي تواجهها وما يصاحبها من مشاعر الإحباط بسرعة، وأكثرت من اللجوء إلى الحيل النفسية ( ميكانزمات التوافق )لتخفيف حدة تلك المشاعر واستغرقت

فيها فترات طويلة كانت عتبة الإحباط لديك منخفضة ..
- قوة العائق الذي يحول بينك وتحقيق هدفك أو إشباع حاجتك .
- شدة الرغبة في الهدف .
- عدم توفر أهداف بديلة .
- التراكم الخبري وتجارب الإحباط السابقة .

## وسيلة لتخطي الإحباط
- أستخدم نظام التهدئة الفوري ... ويعتبر نموذجاً عملياً للسيطرة على ضغوط العمل .
- السيطرة على الذهن ... راجع الموقف من زواياه العدة، وتذكر قول القائل .. مع كل مشكلة توجد فرصة لاكتشاف حل المشكلة.
- يجب أن تشعر بأن ما تؤديه من أعمال، له أهمية كبيرة في تحقيق أهداف العمل.
- هيئ نفسك لمواجهة أي عائق، ولكن بتفكير إيجابي .
- اصبر على الإحباطات جميعاً .
- لا تعط فرصة للشك بأن يتسلل إلى قلبك، وكن على يقين تام بأن ما تنجزه من أعمال يكون مشرفاً .